# Ryssvillan
Ryssvillan är öknamnet på ett hus som låg i Bollstanäs där kosacköversten Mohammed Beck Hadjetlaché, ledaren för den så kallade Ryssligan, mördade tre påstådda bolsjevikagenter år 1919. Liken sänktes i sjön Norrviken. Ryssvillan revs 2007 men fotografier och historia finns samlad på lokala hembygdsföreningen.